# 2. deild kvinnur (2010)
W roku 2010 odbyły się rozgrywki 2. deild kvinnur – drugiej ligi piłki nożnej kobiet na Wyspach Owczych. W rozgrywkach wzięły udział 4 kluby z całego archipelagu.
Pierwsza drużyna w tabeli uzyskiwała prawo do gry w 1. deild kvinnur. W roku 2010 był to zespół B36 Tórshavn.

## Uczestnicy
| Uczestnicy 2. deild kvinnur 2009                                                                              | Uczestnicy 2. deild kvinnur 2009 | Uczestnicy 2. deild kvinnur 2009 | Uczestnicy 2. deild kvinnur 2009 |
| --- | -------------------------------- | -------------------------------- | -------------------------------- |
| HB | HB Tórshavn                      | 3                                |                                  |
| ÍF | ÍF Fuglafjørður                  | 4                                |                                  |
| Nowi uczestnicy                                                                                               |                                  |                                  |                                  |
| B36 | B36 Tórshavn                     |                                  |                                  |
| Spadek z 1. deild kvinnur 2009                                                                                |                                  |                                  |                                  |
| B/N | B68 Toftir/NSÍ Runavík           | 6                                |                                  |
| Oznaczenia: - kolumna pierwsza – skróty nazw drużyn, - kolumna trzecia – miejsce zajęte w poprzednim sezonie. |                                  |                                  |                                  |

## Tabela ligowa
| Lp. | Drużyna                | M  | Z  | R | P | Bramki | Bramki | Różn. | Pkt | Uwagi             |
| --- | ---------------------- | -- | -- | - | - | ------ | ------ | ----- | --- | ----------------- |
| 1   | B36 Tórshavn (M)       | 14 | 10 | 1 | 3 | 30     | 7      | +23   | 31  | Awans do 1. deild |
| 2   | HB Tórshavn            | 13 | 7  | 2 | 4 | 29     | 14     | +15   | 23  | Awans do 1. deild |
| 3   | B68 Toftir/NSÍ Runavík | 14 | 3  | 4 | 7 | 10     | 25     | −15   | 13  |                   |
| 4   | ÍF Fuglafjørður        | 13 | 1  | 5 | 7 | 14     | 37     | −23   | 8   |                   |